# 一二三書房
株式会社一二三書房（英語：HIFUMISHOBO Co.,LTD.）是日本的一家出版社。株式会社Edia的子公司。

## 概要
于1951年12月在东京都千代田区神田三崎町2-16成立，是以印刷出版日本電信電話公社的培训教材为主要业务的出版社。1969年9月开始进行邮政部和教育部的策划、制作、印刷工作。
1998年9月，在大阪市成立关西营业所。该营业所为了将业务集中到东京总部而于2010年4月关闭。
2012年1月创办《櫻之杜文庫》并进军小说界。同年4月开设线上商店《一二三書房商店》。
《オトメイト小说》于2015年5月创刊，作为オトメイト的官方小说推出，同年6月推出以Web版小说的品牌《Saga Forest文庫》。
2017年2月创办新的Web版小说出版品牌《オルギス小说》，并于2018年4月创办轻小说系列文库品牌《BRAVE文庫》。
同年7月13日，与Edia签订资本业务提携协议。该公司收购66.7%的已发行股份并成为其子公司。同年10月1日，一二三書房成为Edia的全资子公司。
同年12月，创办角色文学品牌《一二三文庫》，并与三共合作连载漫画品牌《コミックポルカ》。
2019年9月，线上商店更新为《123@Store》。
2021年2月28日创办Web版漫画品牌《コミックノヴァ》。
同年7月，将企业的各种内容制作委托业务转让给Edia，并将游戏和动漫相关商品的销售业务转让给TEAM Entertainment。
2022年9月创办女性向漫画品牌《ラワーレコミックス》。

## 出版物

### 小说
- オトメイト小说
- Saga Forest文庫
- オルギス小说
- BRAVE文庫
- 一二三文庫

### 漫画
- Comic Polka
- Comic Nova
- Laware Comics
- Manga Bang!

### 过去的出版物
- 櫻之杜文庫

## 网络漫画
- Comic Polka（与三共合作）
- Comic Nova